# Coelioxys spinosa
Coelioxys spinosa is een vliesvleugelig insect uit de familie Megachilidae. De wetenschappelijke naam van de soort is voor het eerst geldig gepubliceerd in 1881 door Hermann Dewitz.